# Lincoln Kirstein
Lincoln Kirstein (* 4. Mai 1907 in Rochester, New York; † 5. Januar 1996 in Manhattan, New York City) war ein US-amerikanischer Schriftsteller, Impresario und Connaisseur im Kulturbereich von New York City.

## Leben
Kirstein wurde als Kind jüdischer Eltern in der Industriestadt Rochester geboren. Kirstein studierte an der Harvard University, wo er 1930 graduierte. Sein Interesse am Ballett und die Zusammenarbeit mit George Balanchine begann, als er eine Aufführung von Apollo durch das Ballets Russes sah. Gemeinsam mit Edward M. M. Warburg (ehemaliger Studienkamerad an der Harvard University) gründete er im Oktober 1933 die School of American Ballet in Hartford, Connecticut. Das Studio übersiedelte 1934 in den vierten Stock eines Hochhauses an der Madison Avenue und 59th Street in New York Citys Stadtbezirk Manhattan. Vier Monate später gründeten Kirstein und Warburg gemeinsam mit Balanchine und Dimitriev The American Ballet.
Diese Ballettgruppe war zeitweise die Stammbesetzung der Metropolitan Opera, aber die Zusammenarbeit mit der Metropolitan Opera verlief unbefriedigend, da Balanchine und Kirstein nicht genügend künstlerische Freiheiten entwickeln durften. 1940 heiratete Kirstein Fidelma Cadmus, die Beziehung war allerdings eher freundschaftlich ausgestaltet. 1946 gründeten Balanchine und Kirstein die Ballet Society, die sie 1948 in New York City Ballet umbenannten. Kirstein und Balanchine bauten das New York City Ballet in den folgenden Jahrzehnten zu einem der erfolgreichsten und innovativsten Ballett- und Tanzensembles weltweit aus.
Kirstein pflegte mit vielen Personen in der Kulturszene New York Citys freundschaftlichen Kontakt. Während seiner Ehe hatte Kirstein sexuelle Affären mit Männern, was ein offenes Geheimnis in der Kulturszene New York Citys war. Erst 1982 erwähnte Kirstein seine sexuelle Orientierung öffentlich.
Während des Zweiten Weltkriegs wurde Kirstein 1943 eingezogen und war Teil der Einheit  Monuments, Fine Arts, and Archives Section (MFAA) der 3. US-Armee, die in Europa die von den Nationalsozialisten geraubten Kunstgegenstände sicherstellen sollte.
Kirstein gilt als ein kultureller Förderer seines Schwagers Paul Cadmus. Er selbst erwarb eine Reihe von Bildern von Paul Cadmus.
Der englische Kritiker Clement Crisp schrieb über Kirstein:
He was one of those rare talents who touch the entire artistic life of their time. Ballet, film, literature, theatre, painting, sculptor, photography all occupied his attention.
1995 wurde Kirstein zum Ehrenmitglied der American Academy of Arts and Letters gewählt.

## Darstellung im Film
In dem 2014 nach Robert Edsels Buch gedrehten Film Monuments Men – Ungewöhnliche Helden führte George Clooney Regie und mimte den Hauptdarsteller in der Rolle von George Stout – Kopf der MFAA-Truppe und späterer Direktor des Bostoner Isabella Stewart Gardner Museums; Bob Balaban spielte die an Kirstein angelegte Rolle des Private Preston Savitz.

## Rezensionen
- The Saint of Bleecker Street, Production Supervisor, 27. Dezember 1954 – 2. April 1955
- Misalliance, New York City Drama Company Managing Director, 6. März 1953 – 27. Juni 1953
- The Ballet Caravan - Billy the Kid, Choreographie von Eugene Loring, 24. Mai 1939 - unbekannt
- Filling Station, Choreographie von Lew Christensen, aufgeführt am 6. Januar 1938, Hartford Connecticut

## Ausgewählte Bibliographien
- Dance: A Short History of Classic Theatrical Dancing (1935), New York: G.P. Putnam's Sons
- Ballet Alphabet: A Primer for Laymen (1939), New York: Kamin
- The Classic Ballet: Basic Technique and Terminology (mit Muriel Stuart, 1952), New York: Knopf
- Movement & Metaphor: Four Centuries of Ballet (1970), New York: Praeger
- The New York City Ballet (1973), New York: Knopf. ISBN 0-394-46652-7
- Rhymes of a Pfc (rev. ed. 1980), Boston: David R. Godine. ISBN 0-87923-330-3
- Ballet, Bias and Belief: Three Pamphlets Collected and Other Dance Writings (1983), New York: Dance Horizons. ISBN 0-87127-133-8
- Quarry: A Collection in Lieu of Memoirs (1986), Pasadena, Calif.: Twelvetrees. ISBN 0-942642-27-9
- The Poems of Lincoln Kirstein (1987), New York: Atheneum. ISBN 0-689-11923-2
- Tchelitchev (1994), Santa Fe, N.M.: Twelvetrees. ISBN 0-942642-40-6